# Sfera del fuoco

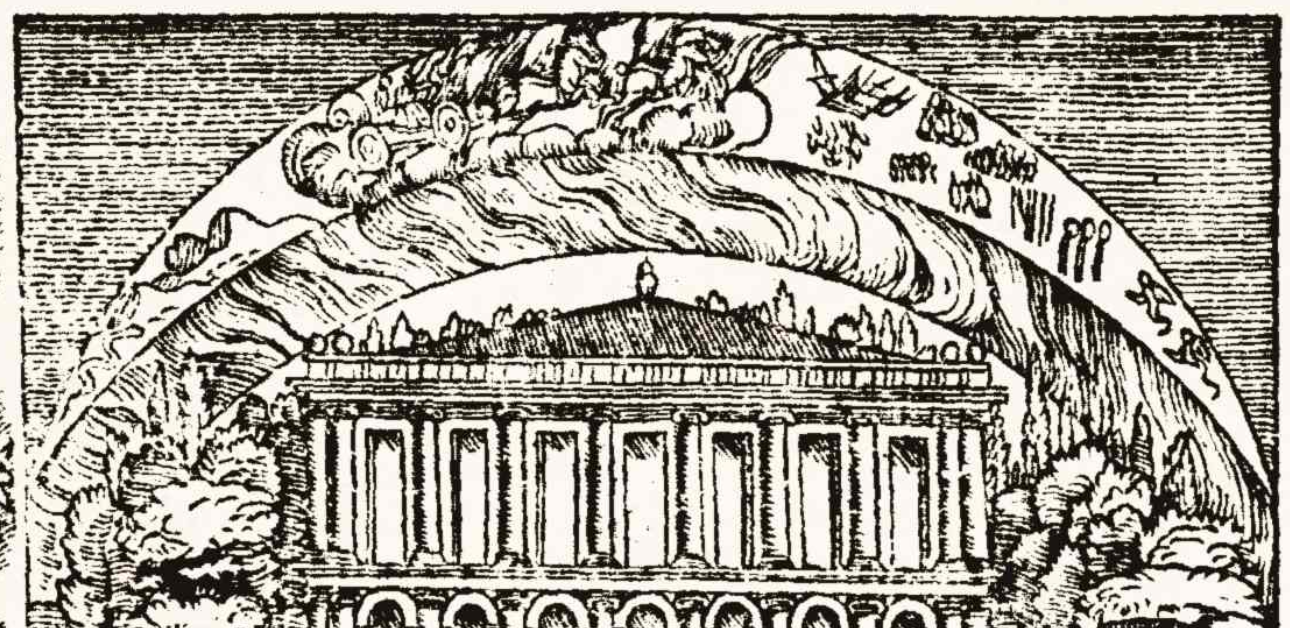
Dettaglio da un'illustrazione del XXXIV canto dellOrlando Furioso, che raffigura il viaggio di Astolfo sulla Luna attraverso la sfera del fuoco (da un'edizione di Clemente Valvassori, Venezia, 1553).

La sfera del fuoco nella cosmologia aristotelico-tolemaica indica la più esterna delle sfere elementari situate al di sotto della Luna, quella che segna il confine tra la regione sublunare in cui si trova la Terra ed i cieli orbitanti al di sopra di essa.

## Cosmologia tradizionale

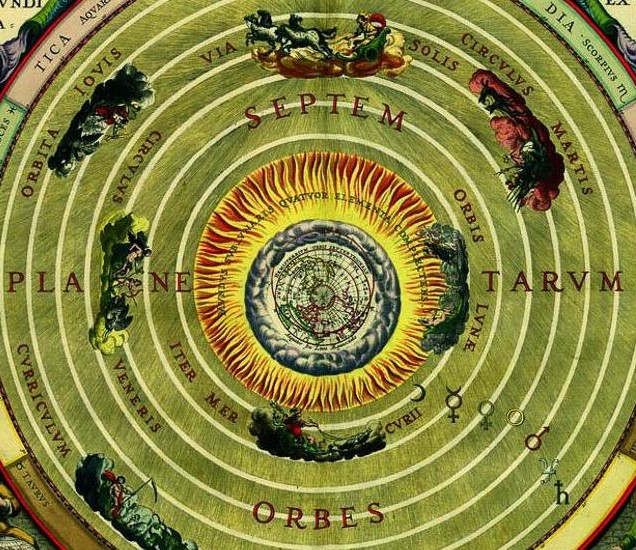
Le sfere celesti e quelle sublunari in un disegno di Andreas Cellarius del 1660, che raffigura il cerchio del fuoco in forma di lingue infuocate.

Riprendendo la visione cosmologica di Empedocle che strutturava il mondo in quattro livelli elementari, Aristotele suddivise la regione terrestre sublunare in quattro sfere o ambiti di pertinenza, nei quali andavano a disporsi progressivamente, a partire dal basso, la terra, l'acqua, poi l'aria, e al di sopra di tutte il fuoco, come dimostrano le fiamme di un falò che tendono per natura verso l'alto, attratte dal luogo per loro più congeniale.
La concezione aristotelica divenne prevalente in età ellenistica, e fu perfezionata in termini matematici da Claudio Tolomeo, secondo una scala di distanza: «prendendo il raggio della superficie sferica della Terra e dell'acqua come unità, il raggio della superficie sferica che circonda l'aria ed il fuoco è di 33, il raggio della sfera lunare è 64 [...]».
La scienza medievale ereditò ampiamente la dottrina dei quattro elementi disposti in sfere concentriche intorno alla Terra. Essendo il più puro di tutti, il fuoco con la sua sfera si innalzava ai massimi livelli nella sequenza ascendente della scala naturae, nel cerchio più a ridosso del mondo celeste, pervaso dell'etere incorruttibile.
Quello del fuoco non era dunque solo un luogo astronomico, ma anche uno stato di coscienza più elevato e sottile rispetto alla dimensione grossolana della terra. Le illustrazioni medievali e rinascimentali della sfera del fuoco con fiamme visibili non sono quindi da intendere come la convinzione che si potessero realmente vedere i bagliori di un fuoco al di sopra dell'aria:
(Adolfo Faggi, A proposito di Leonardo e della sfera del fuoco, Torino, Regia Accademia delle Scienze, vol. 70, p. 1, anno XIII, 1935)

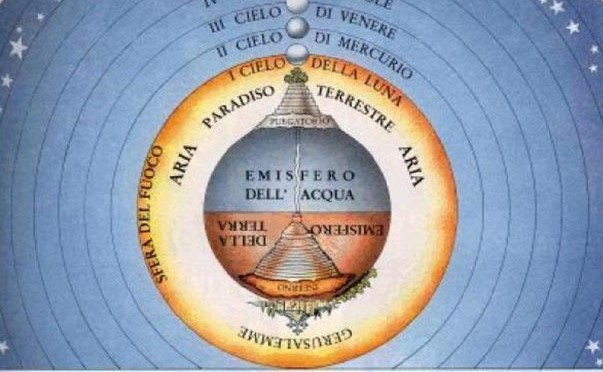
La sfera del fuoco che sovrasta quella dell'aria e lambisce i cieli superiori del Paradiso, nella struttura dell'oltretomba dantesco.

Nel primo canto del Paradiso della Divina Commedia, ad esempio, Dante racconta come si sentisse «trasumanare» quando, accompagnato da Beatrice nella salita dal Purgatorio verso le sfere celesti, venne sollevato attraverso la sfera del fuoco:
«Io nol soffersi molto, né sì poco,

ch'io nol vedessi sfavillar dintorno,

com'ferro che bogliente esce del foco;

e di sùbito parve giorno a giorno

essere aggiunto, come quei che puote

avesse il ciel d'un altro sole addorno.»

(Dante Alighieri, Paradiso, canto I, vv. 58-63)
Lo stato di grazia da lui raggiunto in quel frangente fu tale che «parvemi tanto allor del cielo acceso / de la fiamma del sol, che pioggia o fiume / lago non fece alcun tanto disteso».
Tre secoli dopo Benvenuto Cellini rammentò nella sua autobiografia di avere emesso una volta un grido «tanto smisurato, che si sarebbe sentito dal cielo del fuoco».

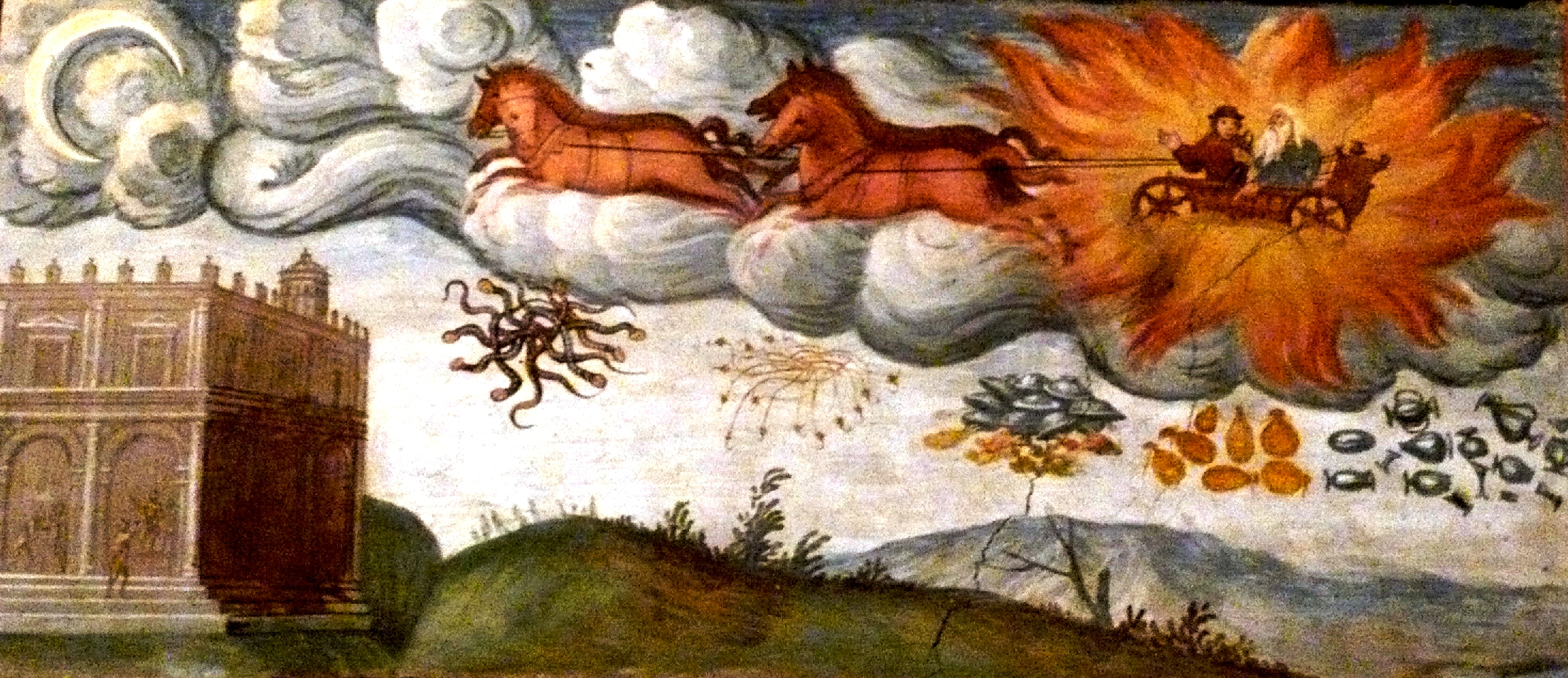
Astolfo attraversa la sfera del fuoco, dipinto di Vincenzo de Barberis su una parete del Salone d'Onore di Palazzo Besta a Teglio (Sondrio).

Sempre in ambito letterario, Ludovico Ariosto nel XXXIV canto dell'Orlando Furioso fa passare Astolfo per la regione del fuoco, a bordo di un carro guidato da San Giovanni, nel suo itinerario dal Paradiso Terrestre verso il regno della Luna dove dovrà recuperare il senno perduto del protagonista:
«Quattro destrier via più che fiamma rossi

al giogo il santo evangelista aggiunse;

e poi che con Astolfo rassettossi,

e prese il freno, inverso il ciel li punse.

Ruotando il carro, per l'aria levossi,

e tosto in mezzo il fuoco eterno giunse;

che 'l vecchio fe' miracolosamente,

che, mentre lo passâr, non era ardente.

Tutta la sfera varcano del fuoco,

et indi vanno al regno de la luna.»

(Ludovico Ariosto, Orlando Furioso, canto XXXIV, strofe 69-70, vv. 1-2)
Anche nel Don Chisciotte di Cervantes si fa menzione dell'attraversamento della sfera del fuoco durante un viaggio immaginario dell'eroe in compagnia di Sancio Panza.

## Dopo la rivoluzione astronomica

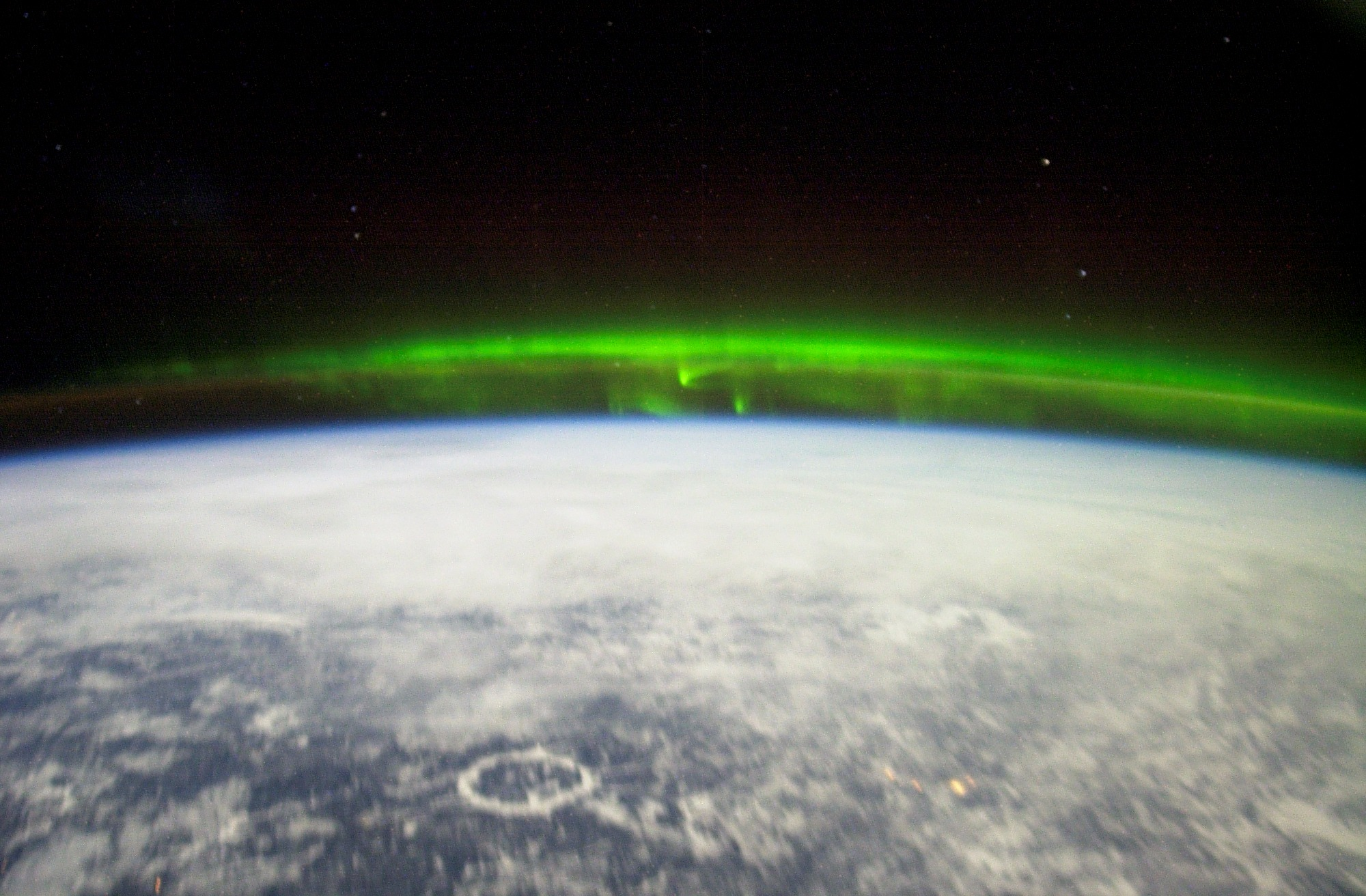
Aurora boreale all'altezza del Lago Manicouagan (Canada).

In seguito, la rivoluzione astronomica con la sua visione eliocentrica distrusse il concetto di un mondo sublunare contrapposto a quello celeste, minando in tal modo anche le implicazioni filosofiche sottese alla sfera del fuoco.
Vi furono tuttavia paracelsiani come Robert Fludd che continuarono a presentare l'immagine di un cosmo geocentrico, con l'elemento del fuoco (ignis) ancora situato immediatamente sotto la sphera Lunae, ovvero l'orbita della Luna.
Il concetto di «sfera» è stato inoltre ripreso nella terminologia scientifica moderna per indicare gli strati in cui suddividere la Terra e la sua atmosfera: si parla così di litosfera, idrosfera, ionosfera, ecc. Alle caratteristiche ad esempio della termosfera, per le sue elevate temperature e l'alta quota, sembrano corrispondere indicativamente quelle dell'antica sfera del fuoco.